# Port Talbot Town FC
Port Talbot Town FC is een voetbalclub uit Wales, die speelt in de League of Wales. De club werd in 1901 opgericht en heeft Victoria Road (2000 plaatsen) als thuisbasis.

## Geschiedenis
Na de oprichting begon Port Talbot met het spelen van wedstrijden in de Swansea Senior League. Uit statistieken van die periode blijkt dat een van de grootste overwinningen uit de clubhistorie al in het seizoen 1909/10 werd behaald toen Llanelli met 10-0 werd verslagen. Na de Eerste Wereldoorlog (waarin de competitie stillag) speelde de ploeg nog in de competitie van Swansea tot 1926. Toen werd Talbot deelnemer aan de Port Talbot And District Association Football League'.
In het seizoen 1928/29 speelde een ploeg onder de naam Seaside Athletic mee in de Welsh League Division 2 Western Section en er wordt aangenomen dat dit een alternatieve naam was voor Port Talbot. Tot en met 1956/57 kwam de club uit in die tweede divisie, maar dat seizoen werd eindelijk promotie afgedwongen. Het niveau in de eerste divisie was echter veel te hoog en na slechts één seizoen degradeerde Port Talbot Town alweer. Hierna werd begonnen aan een wederopbouw binnen de club en in 1961/62 leidde dat tot het kampioenschap van de Division 2 West. Maar eens te meer bleek de ploeg niet sterk genoeg en was degradatie binnen een jaar weer een feit.
Het seizoen 1964/65 stond in het teken van de reorganisatie van de competities in Wales, waardoor Port Talbot werd ingedeeld in de nieuwe Division One. Na enkele moeizame jaren zorgde het seizoen 1970/71 voor de derde degradatie in de clubgeschiedenis, wat een enorme tegenslag was voor de club. Na vele zware seizoenen werd in 1982/83 de tweede plaats behaald achter Tondu Robins en werd rechtstreekse promotie naar de eerste divisie afgedwongen.
In 1984/85 werden de competities in Wales opnieuw ingedeeld, waarna Port Talbot werd ingedeeld op het hoogste niveau: de National Division. In 1990/91 werd echter een dramatisch seizoen geleverd, waardoor degradatie niet te ontlopen was. Het seizoen daarop liep Port Talbot een plaatsje mis in de nieuw opgerichte League of Wales en in 1994 degradeerde het zelfs naar de Welsh Football League Division 2. Twee jaar later herstelde de ploeg zich echter en op de laatste speeldag van het seizoen wist de club promotie veilig te stellen na een overwinning op de lokale rivalen van Goytre United.
In 1997 werd begonnen aan een grootschalige herstructurering van de club, de faciliteiten en de sportieve insteek. Met Dai Rees als de nieuwe manager en Andrew Edwards werd een plan opgesteld: het stadion zou worden gerenoveerd en binnen drie jaar moest de ploeg zich opwerken naar de League of Wales. Deze doelstelling werd ook behaald. In het derde seizoen (1999/2000) werd de tweede plaats in de eerste divisie behaald en promoveerde de ploeg rechtstreeks naar de League of Wales.
Het eerste seizoen op het hoogste niveau kende een uitstekende start. Met de Kerst van 2000 had de club al zes overwinningen op zak en stond het redelijk veilig op de ranglijst. Het einde van de rit verliep echter minder florissant en met veel pijn en moeite werd de 16e plaats behaald, wat net geen degradatie betekende. Sindsdien heeft de club zich ontwikkeld tot een stabiele middenmoter. In 2005 wilde voorzitter Andrew Edwards een fusie aangaan met de rivalen Afan Lido. Ondanks het feit dat veel bestuursleden van beide clubs dit plan steunden vond de samenwerking uiteindelijk geen doorgang.
Een van de beste prestaties in de geschiedenis van de club vond plaats in het seizoen 2003/04. Niet alleen werd toen een respectabele 11e plaats in de competitie behaald, maar wist Port Talbot zich ook te plaatsen voor de halve finales van de Welsh Cup. Als de finale zou zijn behaald zou dat vrijwel zeker Europees voetbal hebben betekend voor de club, maar met een 1-0-overwinning wist TNS dat te voorkomen.

## Port Talbot in Europa
#Q = #kwalificatieronde, #R = #ronde, PO=Play Offs, Groep = groepsfase, 1/8 = achtste finale, 1/4 = kwartfinale, 1/2 = halve finale, F = Finale, T/U = Thuis/Uit, W = Wedstrijd, PUC = punten UEFA coëfficiënten .
Uitslagen vanuit gezichtspunt Port Talbot Town FC
| Seizoen | Competitie    | Ronde | Land             | Club      | Totaalscore | 1e W    | 2e W    | PUC |
| ------- | ------------- | ----- | ---------------- | --------- | ----------- | ------- | ------- | --- |
| 2010/11 | Europa League | 1Q    | Vlag van Finland | TPS Turku | 1-7         | 1-3 (U) | 0-4 (T) | 0.0 |